# Avon (hrabstwo Livingston)
Avon – wieś w Stanach Zjednoczonych, w stanie Nowy Jork, w hrabstwie Livingston.